# رترات
رترات (به آلمانی: Retterath) یک شهر در آلمان است که در فولکانایفل واقع شده‌است. رترات ۳۷۳ نفر جمعیت دارد.